# Завод котунів у Хідд
Завод котунів у Хідд – підприємство чорної металургії Бахрейну, яке діє у портово-індустріальній зоні Хідд.
У 1988 році на майданчику ввели в дію виробничу лінію потужністю 3 млн котунів на рік. В 1995-му цей показник збільшили до 4 млн тон, а у 2008-му довели до 5 млн тон.
На 2010 рік припав запуск другої лінії річною потужністю 6 млн тон котунів, при цьому вже у за два роки провели модернізацію із збільшенням показника до 7 млн тон (а потужності всього майданчику – до 12 млн тон).
Частину котунів споживає розташований біч-о-біч металургійний комбінат компанії SULB Bahrain, проте більш ніж три чверті продукції експортуються. Для їх вивозу, а також для отримання залізної руди підприємство має власний термінал, причал якого виступає у море майже на вісім сотень метрів та має фронт довжиною 640 метрів. Глибина біля причалу становить лише 12,8 метрів, тому вантаж з великих балкерів розмірності Кейпсайз частково передають на два належні заводу менші судна дедвейтом по 94 тисяч тон, після чого всі вони доправляють руду до причалів. Зона для проведення цих перевантажувальних операцій знаходиться за 60 миль від порту Хідд.
Виробництво котунів споживає значні обсяги природного газу, який в Бахрейні передусім отримують від газозбірної системи формації Хуфф родовища Бахрейн, хоча певні обсяги також надає газопереробний завод Banagas. 
Проект реалізували через компанію Arab Iron & Steel, засновану в 1984 році за ініціативою уряду Бахрейну. З 1989-го вона була відома як Gulf Industrial Investment Company (GIIC), а у 2013-му перейменована на Bahrain Steel. В 2006 – 2008 роках проект перейшов під контроль інвесторів із країн Затоки, які здійснюють контроль через Foulath Holding Company, що належить кувейтським Gulf Investment Corporation, Gulf Cables and Electrical Industries Company, National Industries Group Holding та Kuwait Foundry Company (50%, 10%, 10% та 5% відповідно), а також катарській Qatar Steel Company (25%).